# Harutaeographa diffusa
Harutaeographa diffusa là một loài bướm đêm trong họ Noctuidae.